# Wagon (Zither)

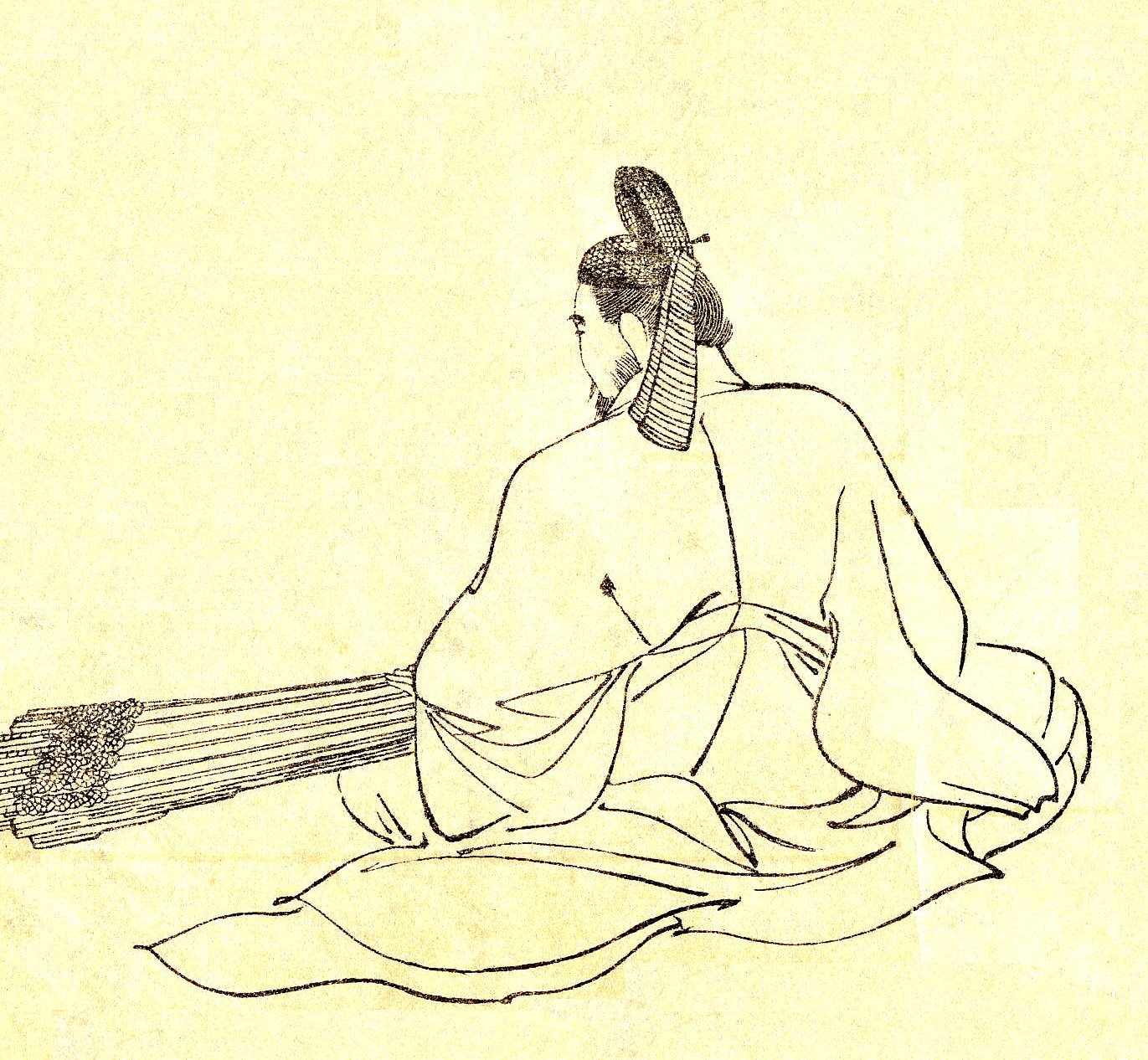
Fujiwara no Otsugu (773–843), ein Adliger und Minister in der Heian-Zeit, spielt eine wagon. Zeichnung von Kikuchi Yōsai im Zenken Kojitsu, einer Sammlung von Biografien historischer Persönlichkeiten, veröffentlicht 1903.

Wagon (japanisch 和琴, auch 大和琴 yamato-goto, zusammengesetzt aus 大和 yamato, „Japan“, und 琴 koto, „Zither“) ist eine seltene sechssaitige Wölbbrettzither mit beweglichen Stegen, die ihren beiden Namen entsprechend einen hervorgehobenen Status als einziges in Japan entwickeltes Saiteninstrument genießt, während der Ursprung der bekannteren koto mit 13 Saiten in China vermutet wird. Die Wölbbrettzither erscheint in Japan ohne unmittelbares Vorbild um die Zeitenwende, in der Yayoi-Zeit, und besitzt als wagon seit dem 8. Jahrhundert ungefähr die heutige Form. Die wagon wird ausschließlich in der religiösen Kultmusik und zur Tanzbegleitung im Shintō sowie in einigen Genres der höfischen Musik Gagaku verwendet.

## Herkunft

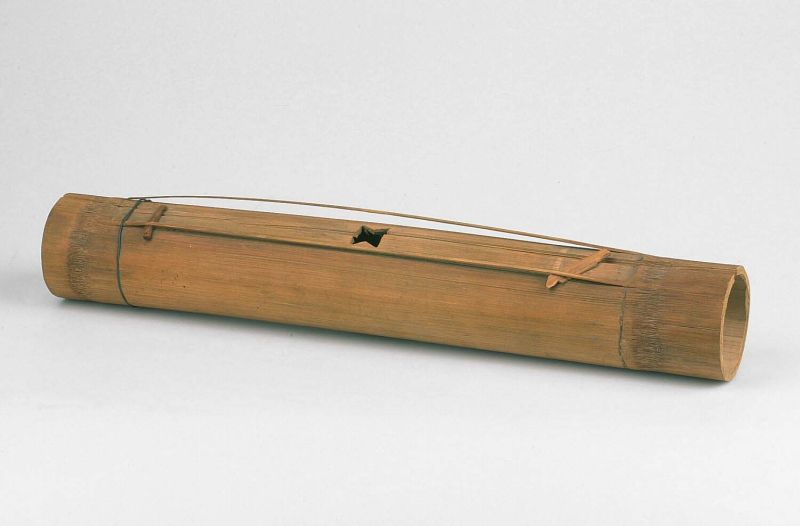
Javanische Bambusröhrenzither gumbeng mit zwei idiochorden Saiten. Tropenmuseum, Amsterdam, vor 1936.

Zu den Urformen von Zithern, die nur einen geraden Saitenträger, der zugleich Resonanzkörper ist, und eine oder mehrere parallel darüber gespannte Saiten benötigen, gehören die Bambusröhrenzithern, die eine idiochorde (aus der äußeren Schicht der Bambusröhre ausgeschnittene) Saite besitzen. Nach einem früher mutmaßlich weit größeren Verbreitungsgebiet werden sie bis heute in Asien in den Volksmusiken von Nordostindien (gintang, chigring) über Indonesien (guntang), Philippinen (kolitong) und im Hochland von Vietnam gespielt. Bambusröhrenzithern gehören zum charakteristischen Instrumentarium der ältesten Völker auf den Malaiischen Inseln. Eine Weiterentwicklung der idiochorden Bambusröhrenzithern sind heterochorde Instrumente, darunter die sasando auf der indonesischen Insel Roti, die mit 24 oder mehr über die gesamte Oberfläche der Bambusröhre gespannten Stahlsaiten eine Besonderheit darstellt. Eine andere Entwicklungsrichtung führt zu hauptsächlich im zentralen und östlichen Afrika vorkommende Floßzithern, bei denen mehrere Röhren, die jeweils eine Saite tragen, parallel miteinander verbunden sind. Curt Sachs (1923) erkennt überdies in Bambusröhrenzithern die Vorstufe der südostasiatischen Krokodilzithern (etwa der mí-gyaùng saung in Myanmar und der krapeu oder takhe in Kambodscha), die er wiederum für die Ahnen der ostasiatischen Wölbbrettzithern wie der chinesischen guzheng hält. Deutlich ist die Entwicklung von der Bambusröhrenzither valiha zur Kastenzither marovany auf Madagaskar an der übernommenen Spielhaltung zu erkennen. Als Urahn der Wölbbrettzithern kommen laut Curt Sachs und Kurt Reinhard (1956) insbesondere die Halbröhrenzithern aus Bambus in Frage, bei denen eine Bambusröhre längs gespalten und eine Hälfte an der Außenseite mit Saiten bespannt wird. Halbröhrenzithern aus Bambus sind selten und waren im südlichen Afrika (tshidzholo, obsolet), auf einigen ostindonesischen Inseln (santo auf der Insel Flores) und im alten China vertreten. Aufgrund ihrer Herkunft werden die Wölbbrettzithern in die Gruppe der Halbröhrenzithern klassifiziert, obwohl sie generell nicht aus einer halben Röhre (Rinne), sondern in der älteren Form aus einem an der Unterseite in der Mitte ausgedünnten Brett (frühere kasachische jetigen) und in der heute allgemein üblichen Form aus einem Resonanzkasten mit gewölbter Decke bestehen.

### China

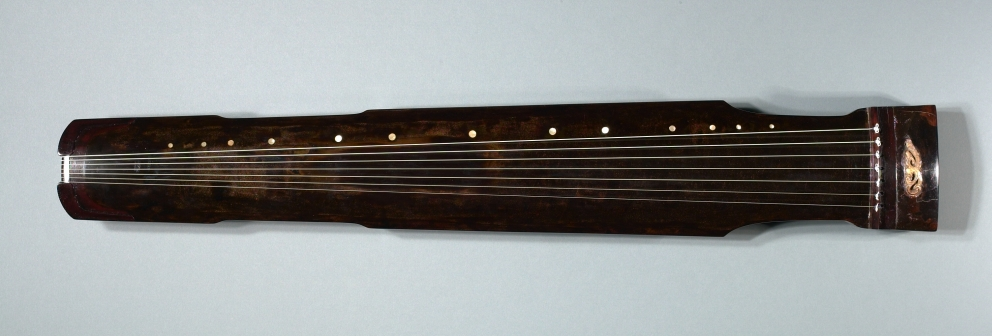
Chinesische guqin mit 7 Saiten.

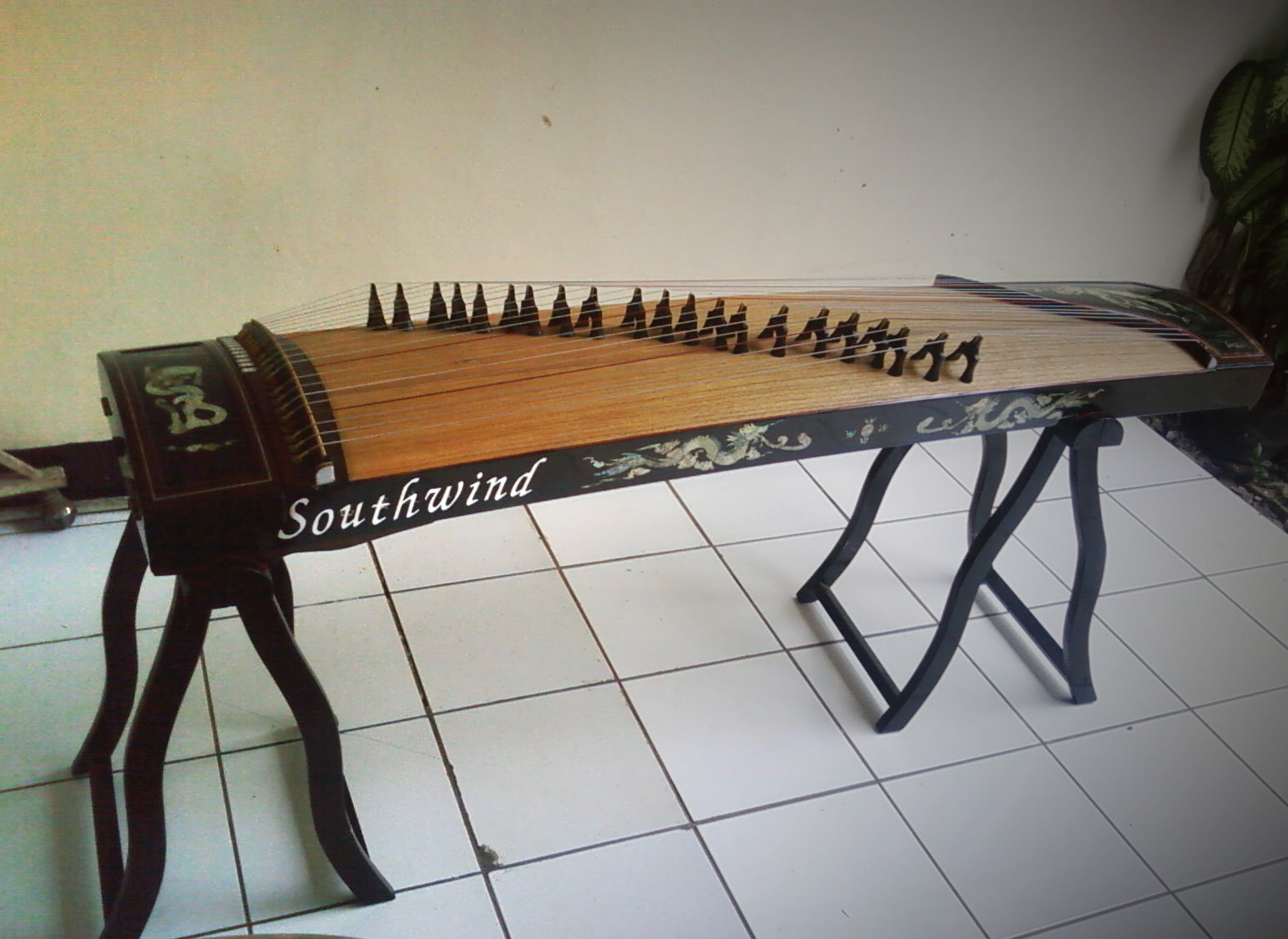
Chinesische guzheng mit 21 Saiten und verschiebbaren Stegen.

Das bis zum 6. Jahrhundert v. Chr. abgefasste Shījīng, „Buch der Lieder“, ist die bedeutendste Textsammlung für altchinesische Dichtung und Musik aus der ersten Hälfte des 1. Jahrtausends v. Chr. In mehreren Gedichten werden kleine und große Zithern erwähnt, ferner Klangsteine, Gefäßflöten, Flöten, Glocken und Trommeln. Die ältesten chinesischen Brettzithern besaßen fünf Saiten, im Verlauf der Zhou-Dynastie wurde die Saitenzahl auf sieben erhöht und in einem Gedicht (Nr. 218) im Buch der Lieder ist offenbar mit guqin (ch’in) eine sechssaitige Zither gemeint, deren Saiten parallel über ein längliches Holzbrett verlaufen.
Die älteste schriftliche Quelle, in der eine chinesische Halbröhrenzither erwähnt wird, deren Saiten mit einem Reibestab gestrichen wurde, heißt Jiu Tangshu („Alte Geschichte der Tang-Dynastie“) und wurde 945 fertiggestellt. Zum Streichen der yazheng genannten Zither wurde der Beschreibung zufolge in der Tang-Zeit (617/618–907) ein an seinem Ende angefeuchteter Bambusstab verwendet. Ya bedeutet, dass ein Stab ohne Haare verwendet wurde und zheng (guzheng) steht allgemein für „Wölbbrettzither“. Reibestäbe wurden möglicherweise erstmals im 6. Jahrhundert an Lauteninstrumenten in der zentralasiatischen Region Sogdien verwendet und von dort könnte diese Spieltechnik nach China gelangt sein. Eine frühe Abbildung der yazheng ist im Yueshu („Buch der Musik“) des Chen Yang von 1104 enthalten. Zu sehen ist eine lange Zither mit ungefähr neun Saiten über einem leicht gewölbten Brett, die einer guzheng ähnlich ist. Weitere Abbildungen im Zusammenhang mit höfischen Bankettszenen und Liedvorträgen verweisen auf eine wachsende Popularität der yazheng ab dem 12. Jahrhundert. Im 14. Jahrhundert gelangte eine yazheng mit sieben Saiten als ajaeng nach Korea, wo sie bis heute gespielt wird. In China kommen die mit einem Stab gestrichenen Wölbbrettzithern nur noch regional unter verschiedenen Namen in der Volksmusik vor.
Die heute bekannteste chinesische Wölbbrettzither ist die guzheng, deren Geschichte bis ins 1. Jahrtausend v. Chr. zurückreicht. Die erste Dokumentation einer Musikaufführung mit einer guzheng enthält das Shiji („Aufzeichnungen des Historikers“) um 100 v. Chr. Demnach wurde die guzheng zusammen mit Tontrommeln und Tontöpfen zur Liedbegleitung verwendet. Laut dem ältesten chinesischen Zeichenlexikon Shuowen Jiezi aus dem 2. Jahrhundert n. Chr. besaß die Zither einen Korpus aus Bambus und produzierte durch Zupfen der Saiten einen Ton „zheng“, so der lautmalerische Name des Instruments. Die ursprüngliche Verwendung von Bambus geht vermutlich auch aus dem Schriftzeichen für zheng (chinesisch 箏) hervor, dessen oberer Teil das Zeichen zhú (chinesisch 竹) für „Bambus“ ist. Kleiner als die guzheng sind die vietnamesische Wölbbrettzither đàn tranh und die chinesische guqin, die im Unterschied zu allen anderen ostasiatischen Zithern keine Stege unter den Saiten besitzt. Eine alte und mit 25 bis 50 Saiten besonders große chinesische Wölbbrettzither ist die se. Die japanische koto mit heute 13 Seide- oder Nylonsaiten kam vermutlich in der Nara-Zeit (710–794) von China nach Japan. Die Ainu im nördlichen Japan spielen mit der Schalenzither tonkori, einen anderen Zithertyp, der ansonsten in Ostafrika vorkommt.

### Japan

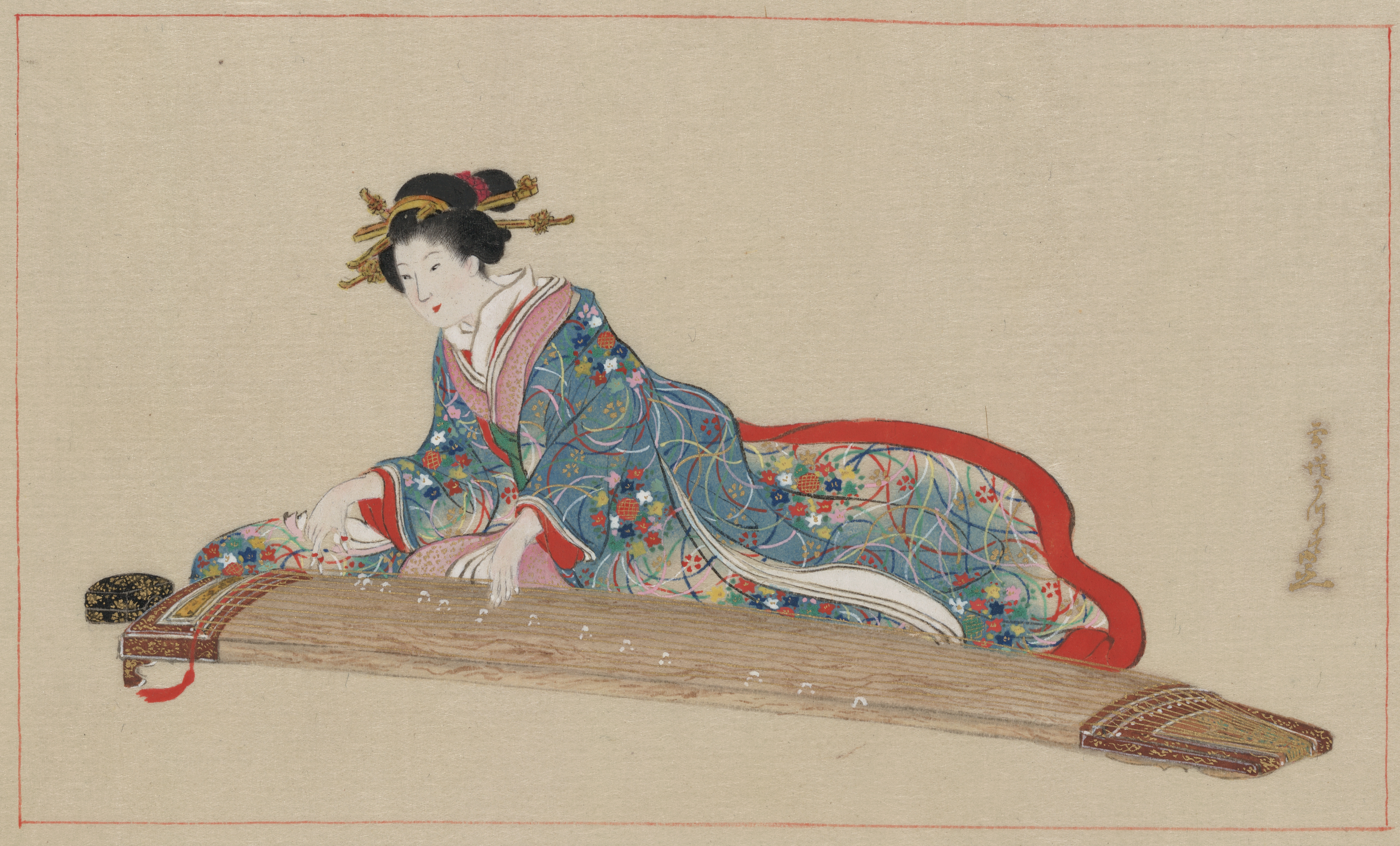
Japanische koto mit 13 Saiten. Malerei von Hasegawa Settei, 1878.

Das Verbreitungsgebiet der Bambusröhrenzither deckt sich nur in wenigen Gegenden mit dem des Mundbogens oder Musikbogens, der vor allem im südlichen Afrika und innerhalb Asiens vereinzelt in Indien (villadi vadyam) vorkommt. In ihrer Form zwischen Musikbogen und Röhrenzither steht die Stabzither, die in Ostafrika als zeze bekannt ist, aber in Ost- und Südostasien praktisch fehlt. Dort sind Drachenbögen beliebt, die in Japan unari heißen.
Vor der Einführung der koto gab es in Japan bereits den heute wagon genannten Zithertyp, der damals noch den Namen koto trug. Diese altjapanische koto soll der Überlieferung zufolge aus sechs Mundbögen, die nebeneinander gelegt wurden, entstanden sein. Die ersten Werke in altjapanischer Sprache, das Kojiki (um 712 verfasst) und das Nihonshoki (um 720), erzählen von der Bedeutung von Tanz und Musik für die kosmogonische Ordnung. Zur Musik der bekanntesten mythischen Erzählung gehörten auch Mundbögen (Jagdbögen). Sie handelt von der Sonnengöttin Amaterasu, die von ihrem später zum Wächter der Hölle beorderten Bruder und Gegenspieler Susanoo beleidigt wurde. Verärgert darüber zog sich die Sonnengöttin in eine Höhle zurück, wodurch die Erde in ewige Dunkelheit fiel. Daraufhin führte Amenouzume vor der Höhle einen von Musik und dem Gelächter der übrigen versammelten Gottheiten begleiteten humorigen und anzüglichen Tanz auf. Dies lockte die neugierig gewordene Amaterasu aus der Höhle heraus und so wurde der Himmel wieder hell. Chinesische Quellen aus der ersten Hälfte des 1. Jahrtausends lassen erkennen, dass die Musik im alten Japan eine bedeutende Rolle im Alltag spielte, aber hauptsächlich eine Volksmusik mit einfachen Formen war.
Neben der wagon wird den Zithern ichigenkin (mit einer Saite) und nigenkin (mit zwei Saiten) sowie den Bambusflöten fue (fuyé, von denen die randgeblasene Längsflöte shakuhachi am bekanntesten ist), als einzigen Musikinstrumenten ein japanischer Ursprung zugesprochen. Während die shakuhachi Anfang des 8. Jahrhunderts über China eingeführt wurde, verweisen die ältesten bekannten Exemplare der wagon auf einen Einfluss aus Korea. Der japanische Name shiragigoto bezeichnet einen koreanischen Zithertyp. Shiragi ist das japanische Wort für das koreanische Königreich Silla (356–935), auf Koreanisch heißt die „Silla-Zither“ gayageum. In der Wakan Sansai Zue („Illustrierte chinesisch-japanische Enzyklopädie“), die in der Edo-Zeit 1712 veröffentlicht wurde, sind zwei alte koreanische koto abgebildet: Eine einfache Winkelharfe wird als shiragigoto (shiragi-koto) bezeichnet und eine schmale Brettzither mit einem geschnitzten Menschenkopf an einer Seite als kudara-koto („koreanische koto“). Francis Piggott (1901) sieht in diesem Zusammenhang aus der Vervielfältigung der Saite eines Mundbogens zum einen die Harfe und zum anderen die Brettzither entstehen. Hierin stimmt Piggott mit der japanischen Tradition überein, wonach die wagon aus mehreren parallel verbundenen Jagdbögen mit unterschiedlich stark gespannten Saiten, die entsprechend abgestufte Töne hervorbrachten, entstand.
Den magischen Aspekt dieses einsaitigen Instruments erzählt das Kojiki: Der Sturmgott Susanoo besitzt ein magisches Saiteninstrument namens ane-no-norigoto („himmlische sprechende Laute“). Als Susanoo schläft, versucht sein Schwiegersohn, es zu stehlen. Als das Instrument aber an einem Baum entlanggestrichen wird, beginnt es laut zu rufen, um seinen Besitzer zu wecken, worauf auch die Erde zu schreien anhebt. Die magische Fähigkeit des Saitenbogens blieb in einem Ritual bis in die Heian-Zeit (794–1185) lebendig. Die Mitglieder der kaiserlichen Palastwache spannten nachts die Saite ihres Bogens und ließen sie los, ohne einen Pfeil abzuschießen. Diese meigen („seufzende Bogensaite“) genannte Übung diente dem Schutz des Herrschers vor bösen Geistern und wurde in festgelegten Abständen praktiziert.
Die japanische Winkelharfe kugo verschwand gegen Ende des 1. Jahrtausends aus der höfischen Musik, ihr chinesisches Vorbild konghou war bis zum 14. Jahrhundert in Gebrauch. Die Zither shiragigoto der Nara-Zeit ist ebenfalls verschwunden. Im Shōsōin, dem Schatzhaus, das zum Tempel Tōdai-ji in Nara gehört, werden drei alte shiragigoto aufbewahrt, die etwa 158 Zentimeter lang und 30 bis 38 Zentimeter breit sind. Zwölf Seidensaiten verlaufen über feste Stege an beiden Seiten und über bewegliche Stege in der Mitte auf der leicht gekrümmten Decke. Die Saiten wurden mit einem Plektrum angerissen. Die shiragigoto wird im Nihonshoki im Zusammenhang mit ausländischer Musik, erwähnt, die im 42. Jahr des Herrschers Ingyō (453 n. Chr.) gespielt wurde. Neben eher einfachen Zithern, die einst als Musikinstrumente verwendet wurden, befinden sich im Shōsōin auch aufwendig mit Gold- und Silbereinlagen verzierte Instrumente, die vermutlich ausschließlich als repräsentative Schmuckobjekte dienten.
Über die einheimische Musik bis zum 6. Jahrhundert n. Chr. ist nur wenig aus archäologischen Funden bekannt. Die schriftlichen japanischen Quellen ab dem 8. Jahrhundert beschreiben eine vom ostasiatischen Festland beeinflusste Musik mit Brettzithern (wagon, koto), Flöten (fue), Sanduhrtrommeln (tsuzumi) und Gefäßrasseln (suzu, eine Art Sistrum mit Schellen). Wegen den japanischen Namen gelten diese Instrumente als sehr alt und einheimisch. Aus der Jōmon-Zeit (um 10.000 bis 300 v. Chr.) sind Tonobjekte erhalten, die sich nur vage als Trommeln oder Blasinstrumente interpretieren lassen. Etwas zuverlässiger werden längliche Holzbretter aus der zweiten Hälfte des 1. Jahrtausends v. Chr. als Frühformen von Brettzithern aufgefasst. Die durchschnittlich 35 bis 55 Zentimeter langen Bretter verjüngen sich auf einer Seite zu einer Spitze und enden auf der anderen Seite in zwei vorstehenden Zapfen, die zum Befestigen der Saiten gedient haben könnten. Ihre Umrisse erinnern an die tonkori der Ainu. Saiten und Stege blieben nicht erhalten. Die ersten Brettzithern wurden zusammen mit Gefäßflöten aus Ton und Bronzeglocken gegen Ende der Jōmon-Zeit eingeführt, als durch den von der Koreanischen Halbinsel übernommenen Nassreisanbau die wirtschaftliche Grundlage für weitreichende kulturelle Umwälzungen gelegt wurde.
Die Form der wagon erscheint erstmals in der Mitte der Yayoi-Zeit (3. Jahrhundert v. Chr. – 3. Jahrhundert n. Chr.). Auf dem Friedhof Tsujibatake in der Präfektur Fukuoka wurde neben Urnen, die um die Zeitenwende datiert werden, das von einer Zither erhaltene Holzbrett aus dem 1. oder 2. Jahrhundert n. Chr. gefunden. Das Brett ist 149 Zentimeter lang, 29 Zentimeter breit und 2 Zentimeter dick. Es besitzt ein kleines rundes Schallloch in der Mitte und sechs Zapfen oder Zähne (shibi) am einen Ende, sodass die Rekonstruktion ein sechssaitiges Instrument ergibt, dessen Saiten über mittig aufgestellte Stege verlaufen und an einem einzelnen Befestigungspunkt kurz dem anderen Ende zusammengeführt werden. Neben diesem ältesten Brettzithertyp sind zwei weitere Zitherformen aus der Yayoi-Zeit überliefert. Beim zweiten Typ befindet sich unter einem rechteckigen Deckenbrett ein trogförmiger Resonanzkörper, der aus einem Holzstück herausgearbeitet wurde. Kleinere Exemplare sind 50–60 Zentimeter lang und 10 Zentimeter breit, einzelne Funde sind noch kleiner, am häufigsten wurden 115–160 Zentimeter lange und 20–30 Zentimeter breite Instrumente ausgegraben. Allein von diesem Typ wurde rund 40 Exemplare oder Fragmente aus der Zeit vom 1. Jahrhundert bis zum 8. Jahrhundert gefunden. Beim dritten Zithertyp, von dem elf Exemplare erhalten sind, verjüngt sich ein 55–90 Zentimeter langes Holzbrett von 10 Zentimetern Breite am einen Ende bis auf 3 Zentimeter am anderen Ende. Sieben dieser Exemplare besitzen fünf Zapfen an der breiten Querseite und zwei besitzen vier Zapfen.
Die meisten der zahlreichen Funde vor der Standardisierung der Form im 9. Jahrhundert lassen eine Zither mit fünf oder sechs Saiten erkennen und tönerne Grabfiguren (Haniwa) aus der Kofun-Zeit (um 300–710) zeigen, wie das Instrument gespielt wurde. Im archäologischen Museum Aikawa in Isesaki wird eine 75 Zentimeter hohe Haniwa-Figur aufbewahrt, die einen sitzenden Mann mit einem Schwert an seiner Hüfte darstellt. Seinen Hände sind bis zu den Ellbogen mit tekō (zeremonielle Schutzhandschuhe) bedeckt. Im Schoß hält der Mann eine 29,5 Zentimeter lange wagon, die sich von 10,5 bis auf 6 Zentimeter Breite verjüngt. Ursprünglich waren vier aus Lehmwülsten geformte Saiten vorhanden. In der Präfektur Shizuoka wurde ein frühes kleines Originalinstrument mit vier, fünf oder sechs Saiten und einer Länge des Brettes von mindestens 40 Zentimetern gefunden. Es ist durchschnittlich 8 Zentimeter breit une einen Zentimeter stark. Der am Boden sitzende Spieler legte die Zither, anders als heute in Japan, wie die koreanische gayageum mit zwölf Saiten oder die geomungo mit sechs Saiten auf seinen Schoß. Die Saitenbefestigung an Zapfen erscheint als japanische Erfindung, denn sie kommt auf dem ostasiatischen Festland nicht vor, dagegen verweisen die beweglichen Stege unter den Saiten auf chinesische Parallelen.
Während die ursprüngliche Bedeutung des japanischen Wortes koto unklar ist, gehen wagon und yamato-goto auf zwei chinesische Schriftzeichen zurück, die mit „japanische Zither“ übersetzt werden. Ab der Nara-Zeit wurde das Wort koto auf eine Reihe von Saiteninstrumenten übertragen, vergleichbar mit vina, das auf Sanskrit im alten Indien Bogenharfen, Stabzithern und Lauteninstrumente bezeichnete. So stand etwa kin-no-koto für shichigen-kin, also die chinesische Brettzither qin und shitsu-no-koto oder shitsu ist die chinesische se, während biwa-no-koto die japanische Kurzhalslaute biwa bedeutet. Biwa und qin sind heute lediglich unter ihrem alten Präfix bekannt. Allein das aus sō-no-koto, dem alten vollständigen Namen der Wölbbrettzither verkürzte Wort koto blieb bis heute erhalten. Sō-no-koto wird nur noch verwendet, wenn eine Unterscheidung zu anderen Zithern erforderlich ist. Die alte Harfe kugo war in Japan als kudara-goto bekannt und die koreanische Zither gayageum als shiragi-goto. Aus der yamato-goto wurde kurz wagon.

## Bauform

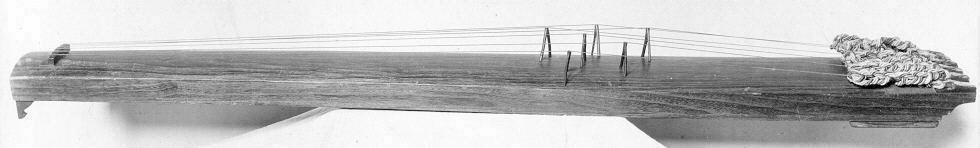
Wagon. Metropolitan Museum of Art, 1804

Die Formen der koto und der wagon haben sich seit dem 8. Jahrhundert wenig verändert. Die koto besitzt einen 180–190 Zentimeter langen und nur 24 Zentimeter breiten Resonanzkörper, dessen Decke und Unterseite leicht gewölbt sind. Die 13 Saiten sind gleich lang und werden durch mittig aufgestellte bewegliche Stege gestimmt. Auf beiden Seiten sind die Saiten direkt hinter einem quer aufgesetzten Sattel befestigt. Die wagon ist mit 188–197 Zentimetern ähnlich lang, der Resonanzkörper verjüngt sich jedoch von 24 Zentimetern auf der einen Seite auf 15 Zentimeter auf der anderen. Die Dicke des Resonanzkörpers variiert zwischen 4 und 8 Zentimeter. Das Bodenbrett hat zwei Resonanzlöcher (onketsu). Die Decke wird meist aus dem Holz der Hinoki-Scheinzypresse (japanisch hinoki) oder Paulowniaholz (kiri) hergestellt, der Boden aus hinoki oder Mongolischer Eiche (sawaguri).
Die wesentlichen Unterschiede zur koto sind jedoch die an der breiteren Längsseite waagrecht hervorstehenden sechs Zapfen oder Zähne, an denen die Saiten der wagon mit Schnüren festgebunden sind, und die Anordnung der Saiten, die nicht parallel verlaufen, sondern am schmalen Ende in der Mitte zusammentreffen. Die Zapfen sind rechteckig oder blattförmig. Das archaische Aussehen traditioneller wagon rührt von den unter jeder Saite aufgestellten beweglichen Stegen, die aus nicht entrindeten gabelförmigen Abschnitten von Ahornzweigen bestehen. Bei manchen Instrumenten werden stattdessen heute wie bei der koto V-förmig aus Ahorn ausgesägte Stege verwendet. Von den acht im Schatzhaus Shōsōin aufbewahrten wagon besitzen einige an der Unterseite angebrachte Füße, was darauf hinweist, dass diese Instrumente beim Spiel wie die heutige koto vor dem knienden Musiker auf den Boden gestellt wurden. Demgegenüber zeigen Haniwa-Figuren des 5. und 6. Jahrhunderts Musiker, bei denen die wagon auf dem Schoß liegt.

## Spielweise

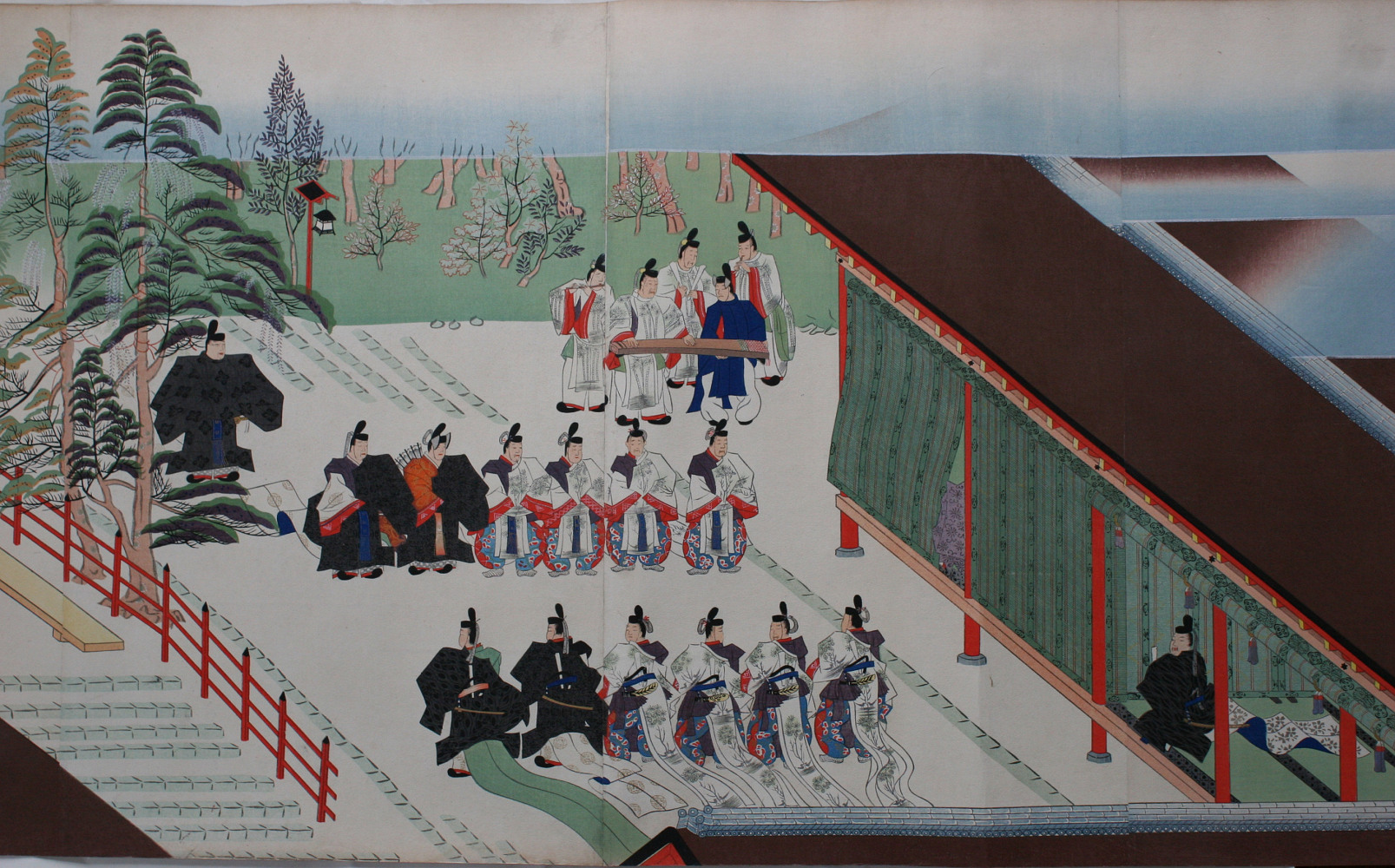
Bildrolle Kasuga Gongen Kenki Emaki, datiert 1309. Im Hintergrund der illustrierten Erzählung von einem stehenden Musiker gespielte wagon.

Die wagon wird am Boden sitzend oder bei Aufführungen im Freien (tachigaku, „stehende Musik“) im Stehen gespielt. In letzterem Fall halten zwei Assistenten (toneri, bei der koto sind es kotomochi, „Koto-Halter“) sein Instrument. Der Musiker positioniert die wagon beim Spiel stets quer vor sich. Die ihm zugewandte Saite ist auf den höchsten Ton gestimmt. Eine typische Saitenstimmung ist aufsteigend e1–g1–b1–d1–a1–d2. Mit dem Grundton d ergibt sich eine pentatonische Skala d1–e1–g1–a1–h1–d2, die in der Volksmusik weit verbreitet ist und in Japan die ritsu-Skala bildet. Diese Töne sind in zwei Dreierakkorden auf der Zither angeordnet, die von der dem Spieler zugewandten Seite mit dem höchsten Ton beginnen: d2–a1–d1 und h1–g1–e1. Im Unterschied zur europäischen Harfe und zur koto ergibt das Durchzupfen aller Saiten also keine lineare Tonfolge, sondern harmonische Akkorde wie bei Lauteninstrumenten. Die Musik der wagon setzt sich aus vier melodischen Strukturen zusammen, die san, ji, oru und tsumu genannt werden. Während die Melodie den so gesteckten Rahmen nicht verlässt, können Rhythmus und Tempo variieren. Mit dieser melodischen Beschränkung erfüllt die wagon eine das Musikstück in zeitliche Einheiten strukturierende Funktion im Unterschied zu den übrigen, freier agierenden Instrumenten. Mit den Tonfolgen der wagon werden Ende und Anfang von melodischen Einheiten angezeigt.
Zwei Zupftechniken werden angewandt, die sich von denen der koto unterscheiden: Die sechs Saiten werden mit einem Plektrum in der rechten Hand durchgerissen, während die Finger der linken Hand alle Saiten bis auf eine, deren Ton erklingen soll, gedämpft werden. Ansonsten werden auch mit der linken Hand Saiten gezupft, eine Saite wird jedoch nie niedergedrückt, um den Ton zu erhöhen.

### Religiöse Musik
Die wagon gehört zur Kultmusik des Shintō, die nach alter, originär japanischer Musiktradition (wagaku) als kagura, „Musik (und Tanz) für die Götter“, verstanden wird. Diese besteht aus zwei Gruppen: Die höfische kagura oder mi-kagura ging vermutlich aus einem die ganze Nacht dauernden religiösen Bankett mit Liedern und einigen Tänzen hervor. Die Lieder des mi-kagura werden in torimono (Lobpreis der Götter oder Ersuchen um göttlichen Beistand) und saibari (zur Unterhaltung der Götter) unterschieden. Die Begleitmusik ist beidesmal dieselbe. Die zweite Gruppe bildet die sato-kagura, die Shintō-Volksmusik oder dörfliche kagura-Musik. Der bekannteste religiöse Tanz ist der Azuma asobi, dessen Ursprung unklar ist, für den es jedoch bis ins Jahr 763 zurückreichende Hinweise gibt. In einer modernisierten Form wird der Tanz bis heute aufgeführt. Die alten Quellen erwähnen die wagon als erstes Begleitinstrument des Azuma asobi. Weitere Begleitinstrumente im mi-kagura sind die Bambusquerflöte kagura-bue mit sechs Fingerlöchern und einer Länge von 45 Zentimetern. Zusammen mit dem annähernd zylindrischen Doppelrohrblattinstrument hichiriki ergibt sich die melodische Instrumentierung eines Trios für mi-kagura. Die hichiriki ist auch das führende Melodieninstrument, das in allen höfischen Musikstilen (gagaku) verwendet wird. Die Melodien für mi-kagura werden heute hauptsächlich von den alten Liedern des höfischen Gagaku-Orchesters übernommen.
Mi-kagura wird in einer festgelegten Abfolge (kagura-uta) von einem kurzen instrumentalen Vorspiel und zwölf Liedern, die in fünf Sets eingeteilt sind, aufgeführt. Die übrigen der insgesamt 40 Lieder des gesamten Repertoires werden heute nicht mehr verwendet. Die gesamte Aufführung dauert sieben Stunden. Den zentralen Bestandteil des Rituals bilden die beiden Lieder des zweiten Sets, Torimono no bu, während die nachfolgenden Lieder zur alten Banketttradition gehören und von weniger religiösem Charakter sind. Die Lieder werden von 20 Sängern in zwei Gruppen für einen der beiden Teile (moto-uta und sue-uta), aus denen jedes Lied besteht, vorgetragen. Bei jedem der beiden Liedteile werden der erste Vers Solo und die übrigen Verse im Chor gesungen, begleitet von den drei genannten Musikinstrumenten. Der Chorleiter gibt das Zeitmaß mit den Klappern shakubyōshi vor, zwei mit beiden Händen gehaltenen Holzstäben, die gegeneinander geschlagen werden. Die Bläser spielen unisono eine einfache melodische Struktur in einem gleichbleibenden Modus und der wagon-Spieler ergänzt meist nur Arpeggios, die er auf den leeren Saiten in schneller Folge mit einem stabförmigen Plektrum (kotosagi) produziert. Die Arpeggios klingen meist im Ton der Gesangsmelodie oder in einem zu diesem passenden Ton aus. Mit der linken Hand kann er Saiten einzeln zupfen. Die gesamte Liedfolge ist überwiegend freirhythmisch.

### Höfische Musik

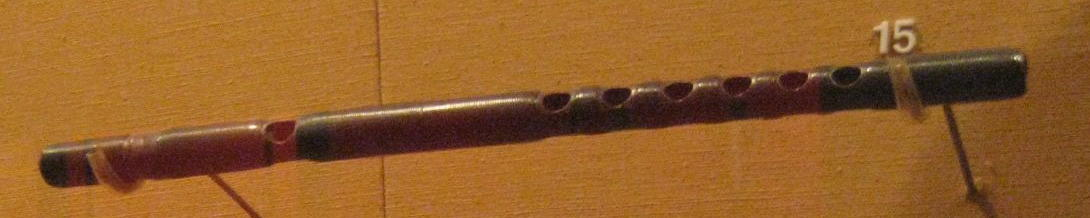
Bambusquerflöte koma-bue.

Der höfische Musikstil Gagaku geht namentlich bis auf das 701 gegründete kaiserliche Musikamt Gagaku-ryō zurück und setzt sich aus einem tōgaku (chinesische Musik), komagaku (koreanische Musik), saibara und rōei genannten Repertoire zusammen, zu dem auch Shintō-Ritualmusik gehört. Die Liedgattung saibara wird laut dem um 1002 verfassten Roman Genji Monogatari („Die Geschichte vom Prinzen Genji“) solistisch vorgetragen oder mit Begleitung einer Flöte, der Laute biwa, den Zithern koto oder wagon, gelegentlich auch mit Flöte und einem Saiteninstrument. Gagaku steht für eine „elegante“ oder „verfeinerte Musik“. Wenn die Musik Tänze begleitet, heißt sie bugaku. Deren Repertoire wird in wagaku (japanische Musik), sangangaku (höfische Musik und Tanz aus Korea), tōgaku (Musik aus der chinesischen Tang-Dynastie) sowie in weitere eingeführte Tanz- und Musikstile seit ungefähr dem 6. Jahrhundert unterteilt. Eine Phase von Kriegen in der Sengoku-Zeit ließ ab der Mitte des 15. Jahrhunderts die höfische Kultur praktisch verschwinden. Erst die Meiji-Zeit brachte ab 1868 einen großen Teil der verlorengegangenen und nun standardisierten Gagaku-Musiktradition zurück. Für die am Hof aufgeführten Shintō-Kultmusikgenres kagura, yamato-uta und kume-uta werden die Bambusquerflöte kagura-bue, die Oboe hichiriki, die Schlaghölzer shakubyōshi und die wagon verwendet. Beim Tanz Azuma asobi wird in dieser Besetzung die kagura-bue durch die kürzere Bambusquerflöte koma-bue ersetzt. Als weitere Saiteninstrumente werden im Gagaku neben der wagon die gakusō und die Kurzhalslaute biwa eingesetzt. Die gakusō ist eine für die höfische Musik reservierte Variante und ein Vorläufer der koto mit 13 Saiten. Anders als bei der wagon, aber wie bei der koto, werden die Saiten der gakusō in aufsteigender Reihe gestimmt. Entsprechend der wagon spielt die gakusō einige gleichbleibende Muster und gelegentlich einzelne melodische Formen.
Das Interpunktionsinstrument shakubyōshi verwendet der Vorsänger in der Shintō-Musik und im saibara. Ansonsten sorgen im tōgaku und komagaku drei Perkussionsinstrumente für rhythmische Muster. Im tōgaku sind dies die zweifellige Fasstrommel kakko, der Flachgong shōko und die große Fasstrommel taiko, im komagaku tritt die Sanduhrtrommel san-no-tsuzumi an die Selle der kakko.